# فينس بوريلا
فينس بوريلا (بالإنجليزية: Vince Boryla)‏ (مواليد 11 مارس 1927 في إيست شيكاغو - 27 مارس 2016)، هو لاعب كرة سلة أمريكي سابق بدأ مسيرته الاحترافية في سنة 1949 ويحمل الرقم 19, 12. يبلغ طوله 6 قدم 5 بوصة (2.0 م). اعتزل اللعب في 1954.

## فرق لعب لها
- نيويورك نيكس

## الميداليات
| الميدالية | المسابقة                       |
| --------- | ------------------------------ |
| ذهبية     | الألعاب الأولمبية الصيفية 1948 |

## روابط خارجية
- فينس بوريلا على موقع الاتحاد الدولي لكرة السلة (الإنجليزية)
- فينس بوريلا على موقع إن بي أي (الإنجليزية)
- فينس بوريلا على موقع سبورتس رفرنس (الإنجليزية)
- فينس بوريلا على موقع كلية كرة السلة في سبورتس رفرنس.كوم (الإنجليزية)
- فينس بوريلا على موقع ريلجم (الإنجليزية)
- فينس بوريلا على موقع بروبوليرز (الإنجليزية)
- فينس بوريلا على موقع سبورتس رفرنس (الإنجليزية)
- فينس بوريلا على موقع سبورتس رفرنس (الإنجليزية)
- فينس بوريلا على موقع أوليمبيديا (الإنجليزية)
- فينس بوريلا على موقع قاعة كولورادو للمشاهير الرياضية (الإنجليزية)